# 미국 정부 폐쇄

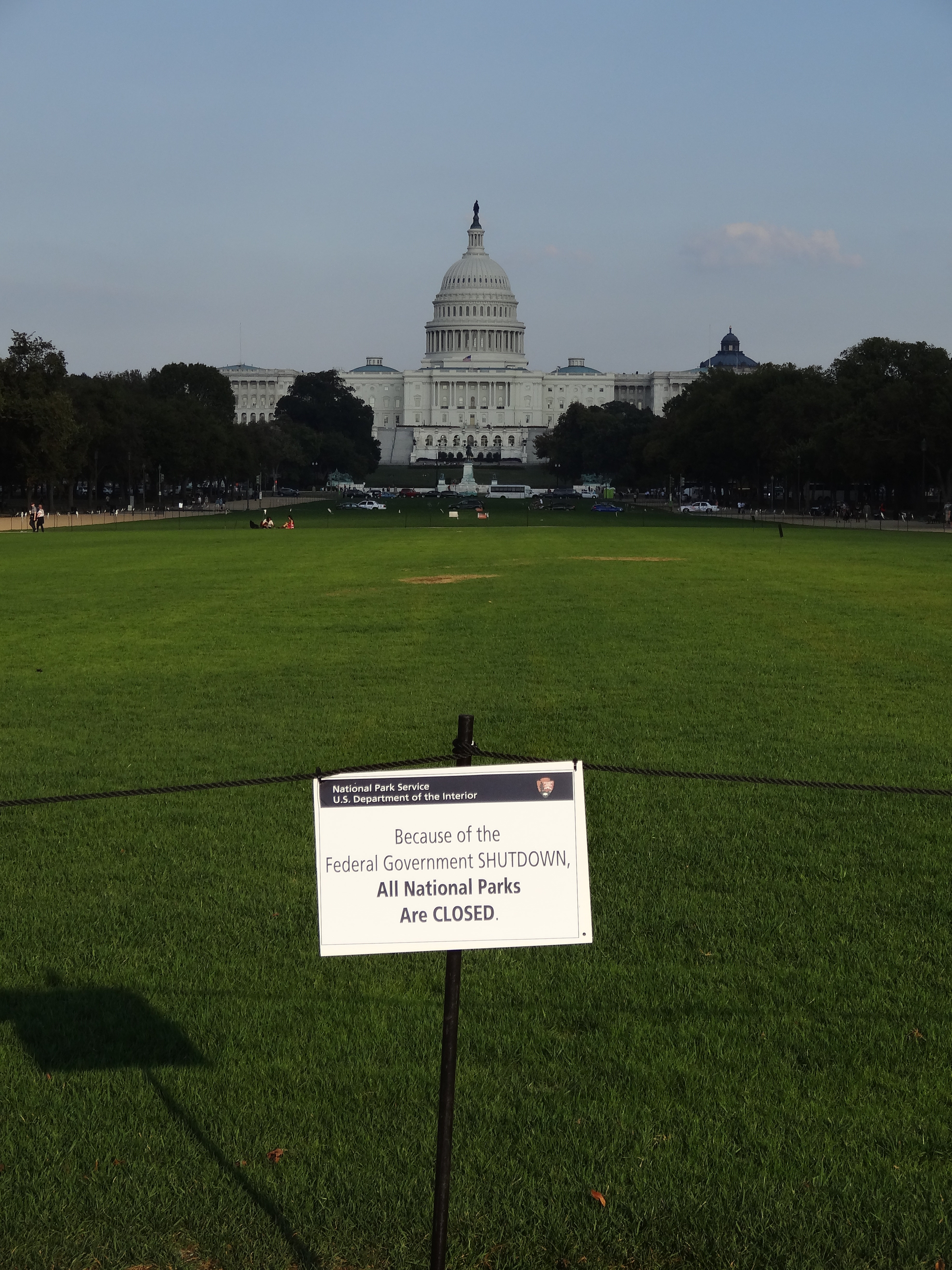
2013년 미국 연방 정부 폐쇄 당시 내셔널 몰이 폐쇄된 모습.

미국의 정치에서 정부 폐쇄(政府閉鎖, Government shutdown)는 미국 의회가 연방 정부 및 연방 기관의 예산안이나 예산 계속 결의 합의에 실패하여 통과가 실패하거나, 미국의 대통령이 예산안 또는 예산 계속 결의 서명을 하지 않을 때 일어나는 상황이다. 이 상황에서는 적자방지법의 현행 해석에 따라 연방 정부는 불필요한 인원은 전부 강제 휴가(furlough)에 돌입하며 이와 연관된 모든 기관 활동 및 서비스는 강제로 축소되는 등 최소한의 기관을 제외한 모든 기관이 "폐쇄"된다. 연방 정부 활동에 필수적인 인원은 정부 폐쇄가 끝날 때까지 무급으로 일해야 하며, 폐쇄가 끝난 이후 임금을 돌려받는다. 이 인원에는 재향군인병원 및 교통안전청에 취업해 있는 의료 직원이 포함된다.
현행 예산 및 세출예산 절차가 제정된 1976년 이후 총 22회의 예산안 지연이 있었으며 그 중 10회는 연방 정부의 인원이 강제 휴가에 돌입하였다. 1990년 이전까지는 예산안 지연이 반드시 정부 폐쇄로 이어지진 않았으나 1990년 이후부터는 예산안 지연이 일어날 경우 무조건 정부 폐쇄 절차에 돌입하게 되었다. 이 외에도 주정부나 지방 정부에서도 몇 차례 정부 폐쇄가 일어난 적이 있다.
로널드 레이건 행정부 기간 동안 4일이 되지 않는 기간의 정부 폐쇄가 총 8번 일어났다. 정부 폐쇄 이유로는 공정성 문제, 복지 정책 분쟁, 대외 원조 삭감, MX 미사일 예산 삭감, 국방비 지출 및 삭감 논쟁 등이 있었다. 조지 H. W. 부시 행정부 기간에는 예산안 지연 사태로 인해 7일간 정부가 폐쇄된 적이 있었다. 빌 클린턴 행정부 기간에는 정부 예산 삭감 문제로 인해 각각 5일, 21일간 두 차례 연방 정부 폐쇄가 일어났었다. 버락 오바마 행정부 기간에는 환자보호 및 부담적정보험법, 통칭 "오바마케어" 문제로 인해 16일간 연방 정부가 폐쇄되었다. 도날드 트럼프 행정부 기간에는 현재까지 총 3차례 예산안 지연이 일어났는데,  2018년 1월 예산안 지연으로 연방 정부가 3일간 폐쇄되었으며 2월 9일 하룻밤 동안 예산안 지연이 일어났으나 정부 폐쇄가 일어나진 않았다. 2018년 12월에는 미국-멕시코 장벽 예산안 문제로 2019년 1월 25일까지 연방 정부가 폐쇄되어 최장기 기록을 세웠다.
연방 정부 폐쇄로 인해 정부 서비스 및 기관이 문을 닫고 노동력의 손실로 정부 지출이 늘어나는 영향이 있다. 2013년 연방 정부 폐쇄 당시 재무 평가 회사인 스탠더드 앤드 푸어스는 10월 16일 연방 정부 폐쇄로 "약 240억 달러의 경제 피해"를 받았으며 "2013년 4/4분기에 GDP 연간 성장률이 최대 0.6%까지 하향되는 피해"를 입었다고 평가했다.

## 미국 정부 폐쇄 목록
| 폐쇄 년도   | 폐쇄 기간 | 강제 휴가 공무원 수 | 정부 비용      | 행정부             | 주석          |
| ----------- | --------- | ------------------- | -------------- | ------------------ | ------------- |
| 1980년      | 1일       | 1,600               | $700,000       | 카터 행정부        | [ 8 ] [ 9 ]   |
| 1981년      | 1일       | 241,000             | $8,000–9,000만 | 레이건 행정부      | [ 10 ]        |
| 1984년      | 1일       | 500,000             | $6,500만       | 레이건 행정부      | [ 10 ]        |
| 1986년      | 1일       | 500,000             | $6,200만       | 레이건 행정부      | [ 10 ]        |
| 1990년      | 3일       | 2,800               | $257만         | 허버트 부시 행정부 | [ 11 ]        |
| 1995년 11월 | 5일       | 800,000             | $4억           | 클린턴 행정부      | [ 12 ] [ 13 ] |
| 1995-1996년 | 21일      | 284,000             | $4억           | 클린턴 행정부      | [ 12 ] [ 13 ] |
| 2013년      | 16일      | 800,000             | $210만         | 오바마 행정부      | [ 14 ] [ 15 ] |
| 2018년 1월  | 3일       | 692,900             |                | 트럼프 행정부      | [ 16 ]        |
| 2018-2019년 | 35일      | 380,000             | $50억          | 트럼프 행정부      | [ 17 ]        |

아래 목록은 예산안 지연으로 실제로 공무원에게 강제 휴가가 적용된 경우에만 기록한다.

## 같이 보기
- 정부 폐쇄
- 재정 정책
- 직장폐쇄